# Elisabethfehnkanal
Elisabethfehnkanal (EFK) – kanał śródlądowy w północnych Niemczech, w kraju związkowym Dolna Saksonia, w pobliżu granicy z Holandią o długości prawie 15km.
Kanał powstał w wyniku przebudowy kanału Hunte-Ems-Kanal, powstałego w latach 1855–1893. Po wybudowaniu w 1935 roku Kanału Nadbrzeżnego, odcinek zachodni od Kampe do Osterhausen nazwany został Elisabethfehnkanal.
Dla regulacji poziomu wody wybudowano cztery śluzy, które obsługiwane są ręcznie: Reekenfeld, Brandreken, Elisabethfehn i Osterhausen. Kanał wykorzystywany jest do celów rekreacyjnych. Dostępny jest dla jednostek, które nie przekraczają 20m długości, 4,5 m szerokości i 90 cm zanurzenia.
Nad kanałem przerzuconych jest 7 mostów zwodzonych.